# Museo diocesano di Fabriano
Il museo diocesano è stato inaugurato nel 2015 dal Vescovo Giancarlo Vecerrica, con la direzione di don Alfredo Zuccatosta († 2021). Espone pitture, sculture, grafiche e arti decorative, che raccontano l’identità religiosa, culturale e artistica della diocesi attraverso opere provenienti dai vicariati di Cerreto d’Esi, Fabriano, Genga, Matelica e Sassoferrato. A Matelica, nella casa-museo di palazzo Piersanti, è visibile un’altra ricca collezione diocesana.